# 順淑帝姫
順淑帝姫（じゅんしゅくていき、1103年3月以前 - 1105年）は、北宋の徽宗の第3皇女。

## 経歴
永嘉郡君楊氏（後に修容嬪を授けられ、賢妃と追贈された）の娘として生まれた。崇寧2年（1103年）3月、順慶公主の位を授けられた。
崇寧4年（1105年）3月、順慶公主は夭折した。益国公主の位を追贈された。政和4年（1114年）12月、順淑帝姫の位を再追贈された。

## 伝記資料
- 『宋会要輯稿』
- 『皇第三女特封順慶公主制』